# جیکوب یوهان اسوینسون
جیکوب یوهان اسوینسون (به انگلیسی: Jakob Jóhann Sveinsson) (زادهٔ ۲۴ نوامبر ۱۹۸۲) شناگر اهل ایسلند است.